# Kickapoo (Dakota del Norte)
Kickapoo es un territorio no organizado ubicado en el condado de Kidder en el estado estadounidense de Dakota del Norte. En el Censo de 2010 tenía una población de 8 habitantes y una densidad poblacional de 0,09 personas por km².

## Geografía
Kickapoo se encuentra ubicado en las coordenadas 47°12′53″N 100°1′44″O / 47.21472, -100.02889. Según la Oficina del Censo de los Estados Unidos, Kickapoo tiene una superficie total de 91.94 km², de la cual 85.54 km² corresponden a tierra firme y (6.96%) 6.4 km² es agua.

## Demografía
Según el censo de 2010, había 8 personas residiendo en Kickapoo. La densidad de población era de 0,09 hab./km². De los 8 habitantes, Kickapoo estaba compuesto por el 100% blancos, el 0% eran afroamericanos, el 0% eran amerindios, el 0% eran asiáticos, el 0% eran isleños del Pacífico, el 0% eran de otras razas y el 0% pertenecían a dos o más razas. Del total de la población el 0% eran hispanos o latinos de cualquier raza.